# Tel père, telle fille (série télévisée, 2018)
Pour les articles homonymes, voir Tel père, telle fille (homonymie).
Tel père, telle fille (Kızım) est une telenovela turque produite par Med Yapım et diffusée par TV8 entre le 19 septembre 2018 et le 31 mai 2019. 
En France, le feuilleton a été remonté en 92 épisodes de 45 minutes et diffusé entre et le 15 octobre 2024 et le 19 février 2025 sur Novelas TV.

## Synopsis
Öykü, une fillette de huit ans élevée par sa tante Zeynep, souffre d’une maladie génétique rare. La vie d’Öykü change lorsqu’elle est abandonnée par sa tante et qu’elle découvre que son père, Demir, un escroc célibataire, est la seule personne qu’elle ait dans sa vie. Le drame d’Öykü atteint son paroxysme lorsque Demir est arrêté, puis libéré sur parole à condition qu’il s’occupe de sa fille.

## Distribution
- Buğra Gülsoy : Demir Göktürk
- Beren Gökyıldız : Öykü Tekin Göktürk
- Leyla Lydia Tuğutlu : Candan Hoşgör Göktürk
- Serhat Teoman : Cemal Eröz
- Selin Şekerci : Asu Karahan
- Sinem Ünsal : Sevgi Günay Adıgüzel
- Suna Selen : Müfide Adıgüzel
- Tugay Mercan : Uğur Adıgüzel
- Elif Verit : Zeynep Kaya
- Gökhan Soylu : Dr. İhsan Erbil
- Elit Andaç Çam : Ayla
- Eliz Neşe Çağın : İlayda
- Ece Akdeniz : Betul
- Deniz Ali Cankorur : Mertcan
- Günes Çaglar : Cenk Hoşgör
- Faruk Barman : Murat
- İhsan İlhan : Jilet
- Mehdi Adlin : Ahmet

## Version française
La version française est assurée par Studio Plug-in au Maroc. 
Avec les voix de Saad Jawal, Nawal Lamrini, Antoine Pinault, Mounia Bennis, Alex Pinault, Anna Fhima, Ghita Dahoune, Dominique Saouri, Hamza Toujiri, Eric Cuvelier, Mouna Belgrini, Fanny Dalmau, Iris Monier, Christophe Cerino, Claire Staub et Dounia El Medkouri. 